# Promachus chalcops
Promachus chalcops là một loài ruồi trong họ Asilidae. Promachus chalcops được Speiser miêu tả năm 1910. Loài này phân bố ở vùng nhiệt đới châu Phi.